# Géry
Géry ist eine französische Gemeinde mit 54 Einwohnern (Stand: 1. Januar 2022) im Département Meuse in der Region Grand Est. Sie gehört zum Arrondissement Bar-le-Duc und zum Kanton Bar-le-Duc-1.
Nachbargemeinden sind Lavallée im Nordosten, Loisey im Süden und Érize-Saint-Dizier im Nordwesten.

## Bevölkerungsentwicklung

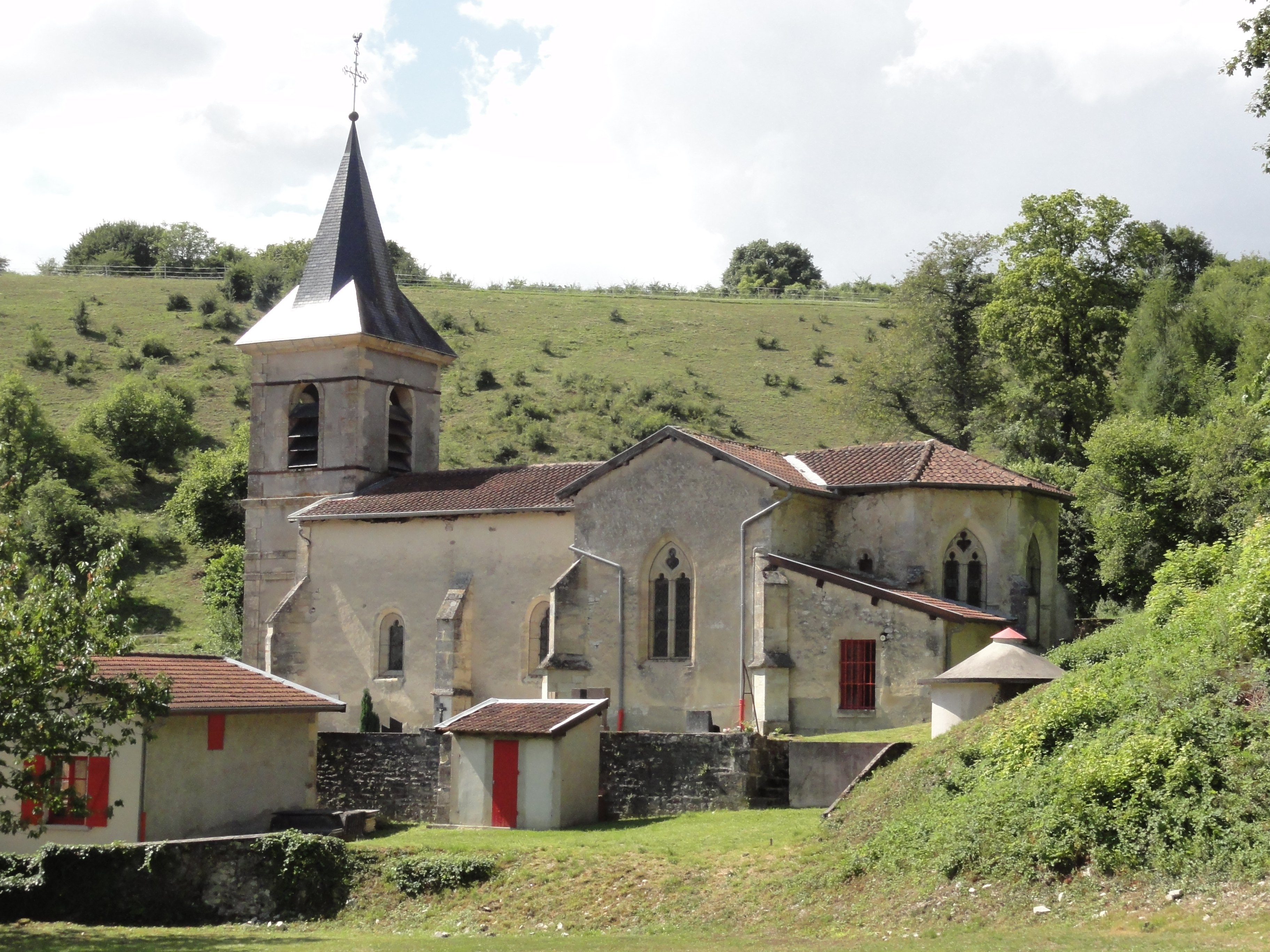
Kirche La Chaire-de-Saint-Pierre

| Jahr      | 1962 | 1968 | 1975 | 1982 | 1990 | 1999 | 2008 | 2019 |
| --------- | ---- | ---- | ---- | ---- | ---- | ---- | ---- | ---- |
| Einwohner | 62   | 55   | 40   | 43   | 59   | 65   | 49   | 53   |